# Juan Ricardo Bazán
Juan Ricardo Bazán (Cali, Colombia; 4 de marzo de 1986) es un exfutbolista colombiano. Jugaba como delantero y actualmente se encuentra retirado.

## Clubes
| Club                    | País     | Año         |
| ----------------------- | -------- | ----------- |
| Deportes Quindío        | Colombia | 2006 - 2007 |
| Centauros Villavicencio | Colombia | 2007 - 2008 |
| Deportes Quindío        | Colombia | 2009        |
| Deportivo Pasto         | Colombia | 2009        |
| Leones F. C.            | Colombia | 2009        |
| Deportes Quindío        | Colombia | 2010        |
| Cúcuta Deportivo        | Colombia | 2011        |
| Atlético Bucaramanga    | Colombia | 2012        |
| Sucre F. C.             | Colombia | 2012        |
| Patriotas               | Colombia | 2013        |
| Jaguares de Córdoba     | Colombia | 2013        |